# Amblymora excavata
Amblymora excavata är en skalbaggsart som beskrevs av Stefan von Breuning 1939. Amblymora excavata ingår i släktet Amblymora och familjen långhorningar. Inga underarter finns listade i Catalogue of Life.